# Monterfil
Monterfil, auf Bretonisch „Mousterfil“, ist eine französische Gemeinde mit 1.352 Einwohnern (Stand: 1. Januar 2022) in der Region Bretagne. Sie gehört zum Arrondissement Rennes und zum Kanton Montfort-sur-Meu. Die Bewohner werden Monterfilois und Monterfiloises genannt.

## Lage
Die Gemeinde liegt durchschnittlich auf 90 Metern über Meereshöhe und 24 Kilometer westlich von Rennes am Fluss Serein. Sie grenzt im Norden an Iffendic, im Nordosten an Talensac, im Osten an Le Verger, im Südosten an Saint-Thurial, im Süden an Treffendel und im Westen an Saint-Péran.

## Bevölkerungsentwicklung
| Jahr      | 1962 | 1968 | 1975 | 1982 | 1990 | 1999 | 2008 | 2013 | 2020 |
| --------- | ---- | ---- | ---- | ---- | ---- | ---- | ---- | ---- | ---- |
| Einwohner | 639  | 594  | 720  | 868  | 915  | 978  | 1208 | 1316 | 1334 |

## Sehenswürdigkeiten
- Kirche Saint-Genou-et-Saint-Étienne, zwischen 1858 und 1864 erbaut, Glockenturm im Jahre 1874
- Kapelle Saint-Genou und Brunnen, errichtet 1926
- Kriegerdenkmal
- Schloss Le Logis aus dem 19. Jahrhundert
- Wassermühlen von Bonnais, von Abas und von l’Arche

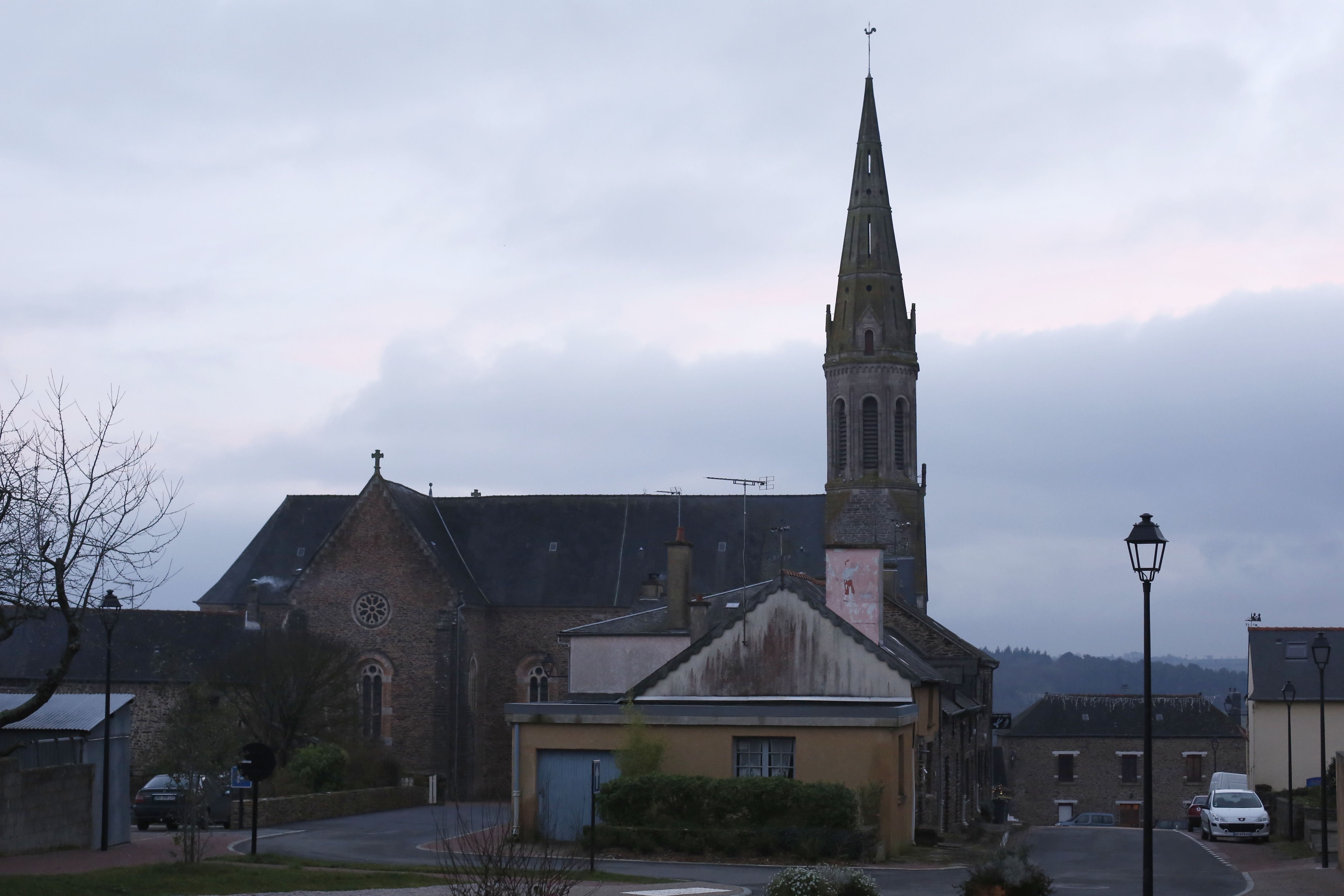
Kirche Saint-Genou-et-Saint-Étienne